# Pedro Guillermo Ángel Guastavino
Pedro Guillermo Ángel Guastavino (Gualeguaychú, 1 de julio de 1954) es un político argentino, perteneciente al Partido Justicialista. Ejerció como senador nacional por Entre Ríos entre 2007 y 2019 y como Vicegobernador de dicha provincia entre 2003 y 2007.

## Biografía

### Comienzos
Guastavino nació en la ciudad de Gualeguaychú, y estudió derecho en la Universidad Nacional de La Plata, aunque no culminó la carrera. Allí conoció a Néstor Kirchner, de quien fue amigo y compañero de estudios. El 7 de septiembre de 1976 fue secuestrado y torturado durante tres días por la dictadura militar en el centro clandestino "La Casita". Su hermano mayor, Enrique Guastavino, aún se encuentra desaparecido.
Comenzó su trayectoria institucional en 1987, primero como Director de Promoción del Ministerio de Acción Social y luego como Subsecretario de Acción Social de la misma cartera de estado. Luego se desempeñó como Director del Instituto de Ayuda Financiera a la Acción Social, entre los años 1991 y 1995. 
Entre 1995 y 1999 ocupa el cargo de Presidente Departamental del Partido Justicialista del Departamento Gualeguaychú.
En 1999 asume como diputado provincial, representando al Departamento Gualeguaychú, cargo que ocupa hasta el año 2003.  

### Vicegobernador de Entre Ríos (2003-2007)
En las elecciones a gobernador  de Entre Ríos de 2003 se presenta como candidato a vicegobernador en lista de Jorge Busti. La fórmula gana la elección con un 44,63% de los votos. Según el diario Página/12 Guastavino era el político entrerriano más cercano al entonces presidente Néstor Kirchner.
Durante su gestión se produjo el conflicto con Uruguay por la instalación de las plantas de celulosa. Guastivino acampañó las primeras movilizaciones y demandó a las empresas involucradas en nombre del estado provincial.

### Senador nacional (2007-2019)
Al finalizar su mandato como vicegobernador es electo como senador nacional por la provincia hasta el 2013, cargo que renovaría hasta 2019. Fue vicepresidente del Bloque PJ-FpV en la Cámara Alta durante el mandato de Cristina Fernández de Kirchner.  Preside la Comisión de Justicia y Asuntos Penales. En 2011 se aprobaron la Ley Antiterrorista y una iniciativa dirigida a penar los delitos bursátiles.
Luego de las elecciones legislativas de 2017 Guastavino anunció que no compartiría un bloque en el senado con CFK, quien había asumido una banca por su nuevo partido Unidad Ciudadana. De esta forma pasa a integrar el bloque justicialista liderado por Carlos Caserio, en el cual también ocupa la vicepresidencia. Desde este lugar acompaña varias iniciativas del gobierno de Mauricio Macri como la ley que habilitó el pago a los fondos buitre, los jueces de la Corte Suprema propuestos por el ejecutivo y la ley de presupuesto. En 2018 votó a favor de la legalización del aborto.
En diciembre de 2016 fue designado interventor del PJ de Jujuy.